# Julien Laharrague

a Compétitions nationales et continentales officielles uniquement.

b Matchs officiels uniquement.
Dernière mise à jour le 14 janvier 2012.
Julien Laharrague, né le 29 juillet 1978 à Tarbes (Hautes-Pyrénées), est un joueur de rugby à XV français. International français entre 2005 et 2007, période où il obtient douze sélections et inscrit vingt points, il joue dans de nombreux clubs en France, dont Béziers, Brive et Perpignan, il évolue aussi en Angleterre avec Sale Sharks puis revient en France à Montauban avant de jouer en Italie avec l'Aironi Rugby. Il joue ensuite avec  Lourdes et de nouveau à Montauban.

## Carrière

### En club

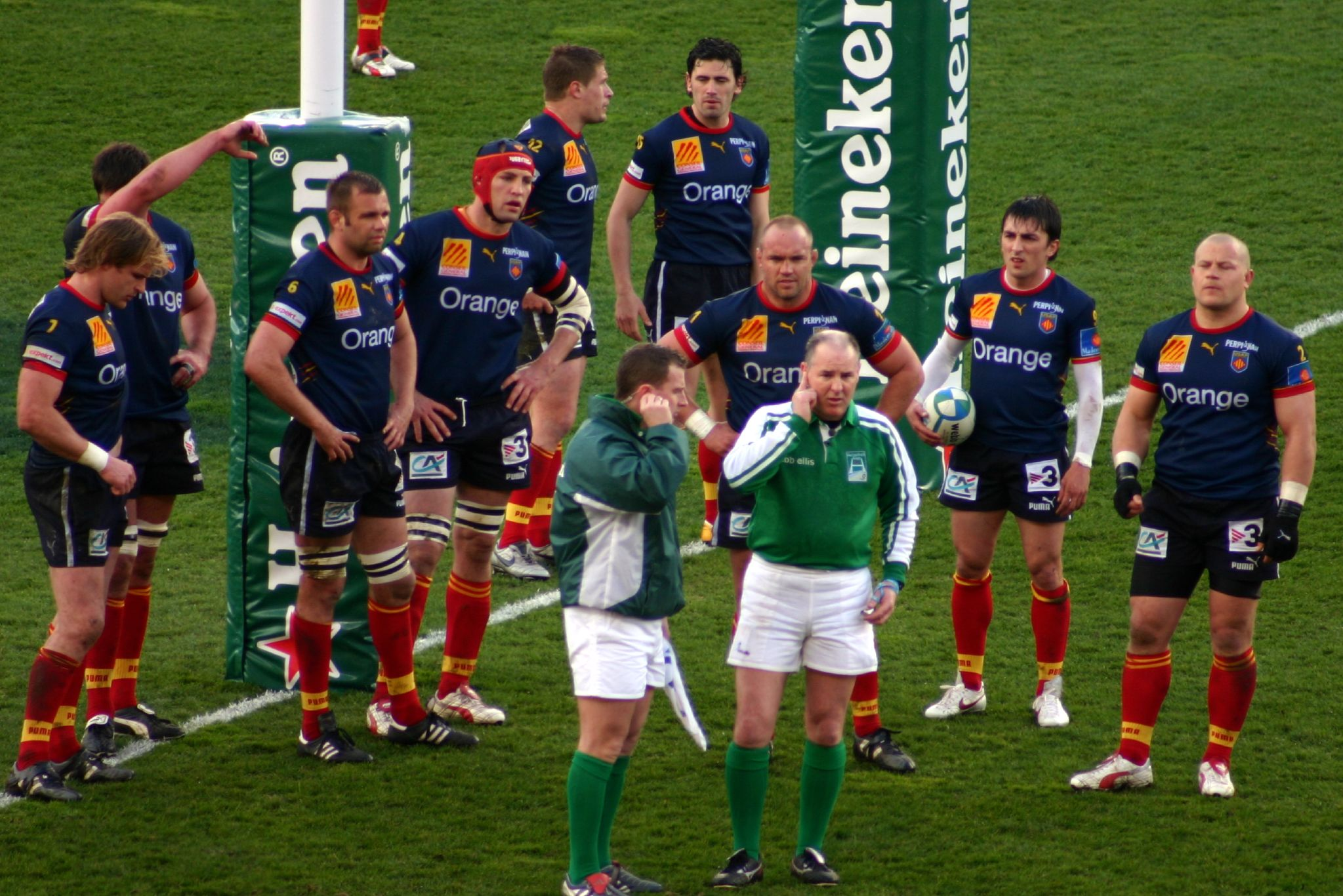
Laharrague (au second plan, à gauche du poteau droit) avec l'USAP lors d'un match de H-Cup en avril 2006.

Il rejoint l'USAP et son frère Nicolas en 2005. En mars 2007, n'ayant plus la confiance de son l'encadrement, il quitte le club pour les Sale Sharks pour la saison 2007/2008. Il revient en France au club de Montauban pour les saisons 2008-2010, avant de rejoindre l'Aironi, province italienne créée pour participer à la Ligue celtique. Julien Laharrague choisit finalement de terminer sa carrière au RC Montauban en fédérale 2.

### En équipe nationale
Il a honoré sa première cape internationale en équipe de France le 26 février 2005 contre l'équipe du pays de Galles. Il est alors ailier à Brive, mais Bernard Laporte est en manque d'arrières. Sa sélection à ce poste est vivement critiquée, mais avec ses faux airs de JPR Williams, il fait un bon tournoi des 6 nations (3 matches ; 1 essai). Il finit à l'aile contre l'Italie, après la blessure de Christophe Dominici.
Lors de la tournée, il est consacré comme titulaire avec le XV de France. Son style offensif, ses relances rapides et son bon jeu au pied plaident pour lui. Mais après un transfert rapide à Perpignan, entaché d'une grave blessure dès le début d'un match à Toulouse opposant les Bleus aux Tonga, la sélection s'éloigne. Il participe cependant à la tournée après avoir raté le tournoi.
Après l'humiliante défaite des Français face aux Blacks pour le centenaire de la Fédération, il est écarté par Bernard Laporte. Il rejoint les Sale Sharks en cours de saison, et participe à la tournée juste avant la Coupe du Monde, avec son frère Nicolas. Un brin chahuteur, en retard à un entraînement, il est écarté pour le premier match. Titularisé à l'aile pour le second, il marque le seul essai français. Il n'arrive cependant pas à regagner une place pour le Mondial en France.

## Palmarès
- 12 sélections en équipe de France de 2005 à 2007
- 4 essais (20 points)
- Sélections par année : 8 en 2005, 3 en 2006, 1 en 2007
- Équipe de France A :
  - 1 sélection en 2001 (Pays de Galles A)
  - 1 sélection en 2004 (Angleterre A)
  - 1 sélection en 2005 (Angleterre A)